# Leonhard Hess Stejneger
Leonhard Hess Stejneger (* 30 de octubre de 1851 - 28 de febrero de 1943) fue un zoólogo noruego. 
Stejneger nació en Bergen (Noruega), y estudió derecho y filosofía en la Universidad de Christiania. Obtuvo un doctorado, y empezó una breve carrera como abogado. Sin embargo, sus intereses naturalistas prevalecieron.
En 1881 fue a los Estados Unidos y empezó a trabajar en el Instituto Smithsonian bajo la dirección de Spencer Fullerton Baird. 
Participó en numerosas expediciones al norte del continente norteamericano. De 1882 a 1883 le enviaron en una misión de exploración a la Isla de Bering y a Kamchatka. En 1895 fue a la Isla Comandante a estudiar las focas, por cuenta de la U.S. Fish Commission. Regresó por segunda vez en 1922. 
Hizo carrera dentro del Smithsonian: en 1884 era conservador auxiliar de aves; en 1889, conservador de reptiles; en 1899, conservador de reptiles y anfibios; y desde 1911, conservador de biología, puesto que ocupó hasta su muerte, ya que quedó exento de la jubilación por decreto presidencial. 
Publicó más de 400 trabajos científicos sobre aves, reptiles, focas, herpetología de Puerto Rico, y otros temas. 
Durante su viaje a la Isla de Bering, quedó fascinado por la vida de Georg Wilhelm Steller, un naturalista del siglo XVIII que, antes que él, había visitado la isla. Investigó la vida de Steller durante las próximas décadas, una afición que culminó en su única publicación no técnica, una biografía de Steller.

## Publicaciones principales de Stejneger
- Results of Ornithological Explorations in the Commander Islands and in Kamtschatka (1885)
- Birds of Kauai Island, Hawaiian Archipelago / collected by Mr. Valdemar Knudsen, with description of new species (1887)
- Notes on a third collection of birds made in Kauai, Hawaiian Islands (1890)
- The Poisonous Snakes of North America (1895)
- The Russian Fur-Seal Islands (1896)
- Herpetology of Porto Rico (1904)
- Herpetology of Japan and Adjacent Territories (1907)
- A new Gerrhonotine Lizard from Costa Rica (1907)
- Three new species of lizards from the Philippine Islands (1908)
- A new genus and species of lizard from Florida (1911)
- A new Scincid Lizard from the Philippine Islands (1911)
- Results of the Yale Peruvian Expedition of 1911. Batrachians and Reptiles (1913)
- A Check List of North American Amphibians and Reptiles [with Thomas Barbour] (1917)
- A chapter in the history of zoological nomenclature  (1924)
- Fur-seal industry of the Commander Islands: 1897-1922 (1925)
- Identity of Hallowell's snake genera, Megalops and Aepidea  (1927)
- The Chinese lizards of the genus Gekko  (1934)
- Georg Wilhelm Steller, the pioneer of Alaskan natural history (1936)

## Abreviatura (zoología)
La abreviatura Stejneger  se emplea para indicar a Leonhard Hess Stejneger como autoridad en la descripción y taxonomía en zoología.